# آبيغور
آبيغور (بالإنجليزية: Abigor)‏ في اللاهوت السابق على اليهودية والمسيحية، هو أحد الأبالسة العليا للجحيم. وكانوا يعتقدون أنه قائد الأقاليم الجهنمية في الجحيم، وكان شيطان الحرب والمعارك. وهو يعرف أسرار الانتصار ويبيعها للأمير الذي يقدم له نفسه. ويصورونه على شكل فارس يمتطي حصانا مجنحا.